# Hippopotamus melitensis
Hippopotamus melitensis es una especie de hipopótamo extinto de Malta. Su llegada se produjo después de la crisis salina del Messiniense y vivieron durante el Pleistoceno. La ausencia de depredadores condujo el enanismo de los hipopótamos. La mayoría de los hallazgos de esta especie se llevar a cabo en Għar Dalam, una cueva en Malta famosa por sus yacimientos de fósiles del Pleistoceno.